# Srpski Miletić

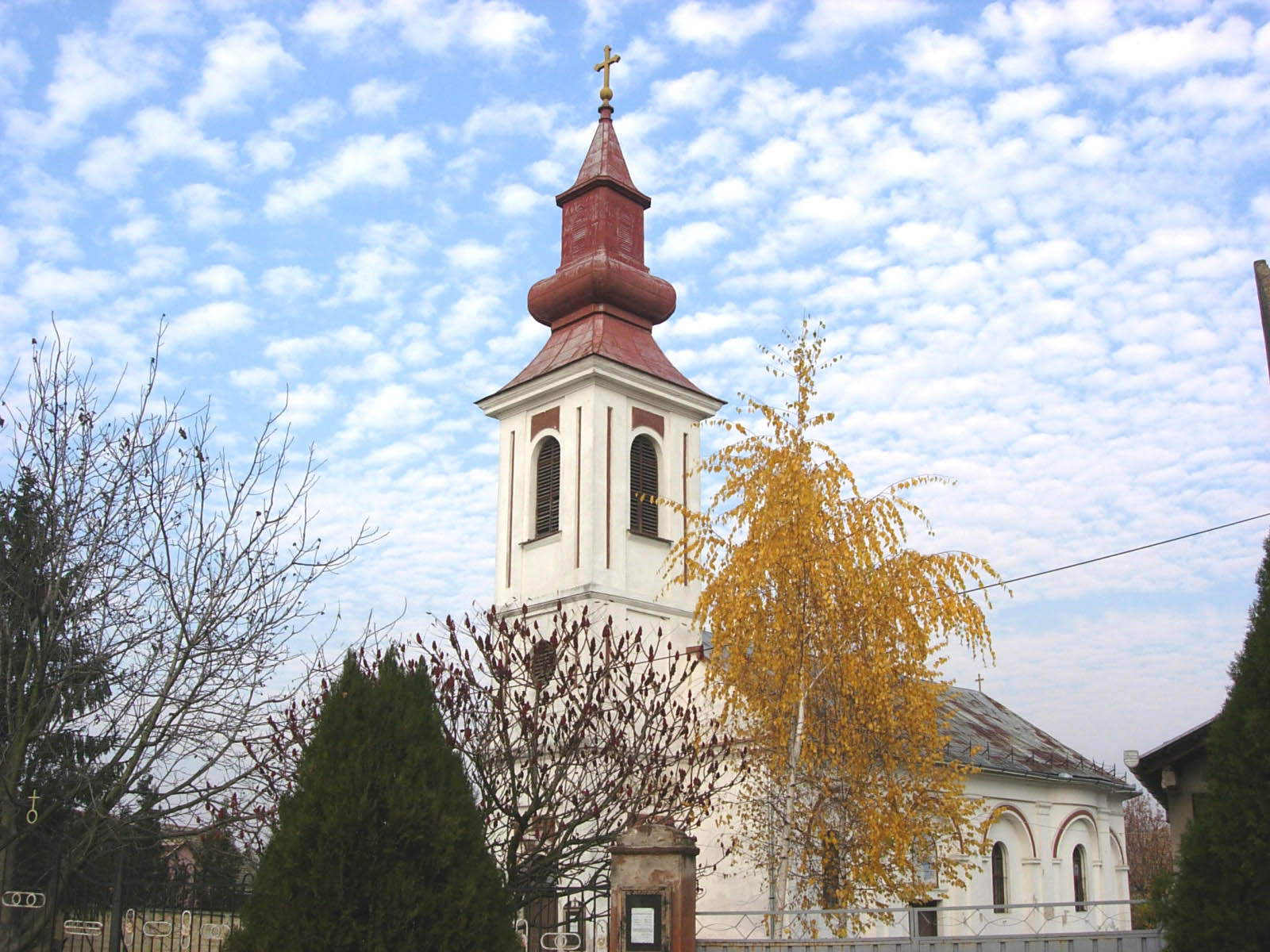
Orthodoxe Kirche in Srpski Miletić

Srpski Miletić (serbisch-kyrillisch Српски Милетић, ungarisch: Rácz-Militics oder Militics, deutsch: Milititsch oder Berauersheim) ist ein Ort in der Gemeinde Odžaci im serbischen Bezirk Zapadna Bačka. Er befindet sich in der autonomen Provinz Vojvodina in Serbien etwa fünf Kilometer von der Grenze zu Kroatien entfernt. Der Ort hat 3.538 Einwohner (2002). Die Bevölkerung ist überwiegend serbisch.

## Geographie
Der Ort befindet sich in der Region der Batschka etwa 90 Meter über dem Meeresspiegel. Die Landwirtschaft ist, bedingt durch den sehr fruchtbaren Boden, die Haupteinnahmequelle des Ortes. Es herrscht gemäßigt-kontinentales Klima. Srpski Miletić liegt etwa zehn Kilometer in östlicher Richtung von der serbisch-kroatischen Grenze und etwa 25 km südlich von Sombor auf der Hauptverbindungsstraße Novi Sad–Sombor. Westlich von Srpski Miletić fließt der Donau-Theiß-Donau-Kanal am Ort vorbei.

## Persönlichkeiten
- Bernard Hügl (1908–1982), Fußballspieler und -trainer
- Gunther Stilling (1943–2024), deutscher Bildhauer